# Nanohammus theresae
Nanohammus theresae är en skalbaggsart som först beskrevs av Maurice Pic 1944.  Nanohammus theresae ingår i släktet Nanohammus och familjen långhorningar. Inga underarter finns listade i Catalogue of Life.